# Cutis-laxa-Syndrom
Unter Cutis laxa (lat. für „schlaffe Haut“) versteht man eine vererbbar angeborene oder erworbene Erkrankung des Bindegewebes mit faltiger, hängender und schlaffer unelastischer Haut.
An dieser Stelle sind lediglich die Syndrome als angeborenen Formen aufgeführt, alle übrigen einschließlich Diagnostik und Differentialdiagnose finden sich unter dem begrifflichen Synonym Dermatochalasis.

## Verbreitung
Die Häufigkeit wird mit etwa 1 zu 1.000.000 angegeben, bislang sind etwa 200 Patienten beschrieben worden.

## Ursache
Die Ätiologie der vererblichen Formen ist offenbar sehr heterogen, es wurde bislang bei Betroffenen eine Reihe von beteiligten Genen identifiziert.

## Einteilung
Derzeit werden nach der Art der Vererbung und des klinischen Bildes folgende Formen unterschieden:

### Autosomal-rezessiv (ARCL)
Die Formen mit autosomal-rezessiver Vererbung (ARCL) werden weiter unterteilt in
- ARCL1 (Cutis laxa, autosomal-rezessive, Typ 1) als schwerste Form mit lebensgefährdenden Komplikationen.[2]

Nach der Lokalisation der bislang gefundenen Mutationen ergibt sich eine weitere Unterteilung in:
- - ARCL1A mit Mutationen am FBLN5-Gen an der Location 14q32.12[3]
  - ARCL1B mit Mutationen am EFEMP2-Gen an der Location 11q13.1[4]
  - ARCL1C Cutis laxa mit schweren Begleitanomalien an Lunge, Gastrointestinaltrakt und Harntrakt oder Urban-Rifkin-Davis-Syndrom mit Mutationen am LTBP4-Gen an der Location 19q13.2[5]

- ARCL2 (Cutis laxa, autosomal-rezessive, Typ 2) mit einer Kombination von Cutis laxa, Gelenkinstabilität und Entwicklungsverzögerung.

Hierbei handelt es sich um Krankheiten mit einer breiten Palette von klinischen Auffälligkeiten, die sich auch teilweise in den gefundenen genetischen Veränderungen überschneiden. Die PYCR1-assoziierte Cutis laxa zählt zu den kongenital segmental progeroiden Syndromen (seltene erbliche Erkrankungen, bei denen sich Zeichen einer vorzeitigen Altererung – vgl. auch Progerie – in mehr als einem Organ oder Gewebe zeigen).
- - Wrinkly-Skin-Syndrom mit runzliger Hautkrankheit mit Mutationen im ATP6V0A2-Gen an der Location 12q24.31[7]
  - Klassische Form Typ Debré mit schwereren Veränderungen, Wachstumsverzögerung und Skelettauffälligkeiten. Hier wurden Mutationen am ATP6V0A2- und PYCR1-Gen an der Location 12q24.3 beziehungsweise 17q25.3 gefunden.
  - ARCL2A Cutis laxa, autosomal-rezessive, Typ 2A[8]
  - ARCL2B Cutis laxa, autosomal-rezessive, Typ 2B oder progeroide Form mit Mutationen am PYCR1-Gen an der Location 17q25.3[9][10]

- - ARCL3A oder De-Barsy-Syndrom A (Cutis laxa – Hornhauttrübung – geistige Retardierung)[11]
  - ARCL3B oder De-Barsy-Syndrom B (Cutis laxa, autosomal recessive, type IIIB) mit Mutationen am PYCR1-Gen an der Location 17q25.3[12]

### Autosomal-dominant (ADCL)
Die autosomal-dominant vererbte Form (ADCL) gilt als vergleichsweise weniger schwere Hautkrankheit, es können jedoch Hernien, Veränderungen der Herzklappen, Divertikel im Magen-Darm-Trakt oder ein Emphysem auftreten.
Nach den gefundenen Mutationen kann eine weitere Einteilung erfolgen in:
- ADCL1 mit Mutationen am Elastin-Gen ELN an der Location 7q11.23[14]
- ADCL2 mit Mutationen im Fibulin-5-Gen FBLN5 an der Location 14q32.12.[15]
- ADCL3 mit Mutationen im ALDH18A1-Gen an der Location 10q24.1.[16]

### X-chromosomal (XRCL)
Das Okzipitalhorn-Syndrom (Cutis laxa, X-chromosomale) wird X-chromosomal vererbt und ähnelt klinisch der ARCL2.
(Veraltete) Synonyme sind: EDS IX, Ehlers-Danlos-Syndrome Typ 9.
Hierbei finden sich Mutationen am ATP7A-Gen an der Location Xq21.1.

## Komplexe Fehlbildungen
Eine Cutis laxa in Kombination mit weiteren Fehlbildungen findet sich bei:
- Cutis-laxa-marfanoides Syndrom oder neonatale Form der Cutis laxa mit marfanoidem Phänotyp[19][20]
- MACS-Syndrom (Makrozephalie, Alopezie, Cutis laxa, Skoliose) oder RIN2-Syndrom mit Mutationen am RIN2-Gen an der Location 20p11.23[21][22]
- Menkes-Syndrom
- Sakati-Nyhan-Syndrom (Cutis-laxa-Osteoporose), zu den Akrozephalopolysyndaktylie-Syndromen gehörig[23]
- Geroderma osteodysplastica
- Scarf-Syndrom (Skelettanomalie, Cutis laxa, Kraniostenose, Ambiguität des Genitale, Retardierung und faziale Abnormalitäten)[24][25]

## Heilungsaussicht
Die Prognose hängt sehr von der jeweiligen Form ab, sie reicht von meist tödlichem Verlauf bereits im Kindesalter bei der ARCL1 bis zur normalen Lebenserwartung bei den leichteren Formen.